# Fernanda Urrejola
Fernanda Arroyo Urrejola Loreto (Santiago del Cile, 24 settembre 1981) è un'attrice cilena.

## Carriera
Ha debuttato nella serie televisiva sul canale TVN dal titolo 16, continuando a recitare nel sequel 17; nel 2010 ha ottenuto il suo primo ruolo da protagonista nella serie televisiva Mujeres de lujo trasmessa sul canale cileno Chilevisión. Ha recitato anche nella telenovela Floribella. È nel cast principale anche nelle prime due stagioni della serie tv Narcos: Mexico, in cui interpreta il ruolo di Maria, moglie di Miguel Ángel Félix Gallardo, interpretato da Diego Luna.

## Filmografia parziale
- Drama, regia di Matias Lira (2010)
- Cry Macho - Ritorno a casa (Cry Macho), regia di Clint Eastwood (2021)
- Blue Miracle - A pesca per un sogno, regia di Julio Quintana (2021)
- The Black Demon, regia di Adrian Grünberg (2023)